# 台南市台湾鋼鉄足球隊
台南市台湾鋼鉄足球隊（中: 台南市台灣鋼鐵足球隊、英: Taiwan Steel）は、中華民国（台湾）台南市を本拠地とするプロサッカークラブである。2020年現在、台湾社会人甲級リーグに所属している。
2018年までの名称は台南市足球隊。

## 歴史

### 2019年
スポンサーに鴻鑫企業社と台湾鋼鉄集団を獲得し、チーム名を台南市台湾鋼鉄足球隊に改称。年末、2020年のAFCクラブライセンスが認可された。

### 2020年
シーズン開始前、大同足球隊からチャイニーズタイペイ代表選抜歴のあるGK潘文傑、DF陳威全、2019シーズンMVPのFWマーク・フェネルスを、航源足球隊から2019シーズンゴールデンブーツの班奇を獲得。
チームは甲級リーグで初優勝した。

## 獲得タイトル
- 台湾社会人甲級サッカーリーグ
  - 優勝(3回)：2020, 2021, 2022
  - フェアプレー賞(1回)：2018